# 第16次長期滞在
第16次長期滞在（だい16じちょうきたいざい、Expedition 16）は、国際宇宙ステーション（ISS）での16回目の長期滞在である。2人の新しい乗組員ユーリ・マレンチェンコとペギー・ウィットソンがソユーズTMA-11に乗って、宇宙飛行関係者として初めて宇宙へ行ったマレーシア人のシェイク・ムザファ・シュコアとともに2007年10月10日に打ち上げられた。
第15次長期滞在のクレイトン・アンダーソンはソユーズTM-10で帰還せず、STS-120の到着までの数週間は第16次長期滞在に参加していたと見なされている。STS-120は10月23日に打ち上げられて10月25日にドッキングし、アンダーソンと新しいフライトエンジニアのダニエル・タニが交代した。ドッキング後、アンダーソンとタニのシートが交換され、アンダーソンはSTS-120の乗組員となった。
STS-122で訪れたレオポルド・アイハーツは2008年2月9日からミッションに加わり、タニと交代した。その後、2008年3月11日にSTS-123で到着したギャレット・リーズマンがアイハーツと交代した。リーズマンはそのままISSに留まり、第17次長期滞在の一部にも参加した。大気圏再突入の際、ソユーズTMA-11宇宙船は小さな故障を起こし、急激な降下に見舞われた。その結果、乗組員には10G以上の重力がかかり、着陸目的地の418km西に着陸した。ロスコスモスは、3人の乗組員は無事で健康に問題はなかったと報じた。

## 乗組員
| 職務                | 第1期 (2007年10月)                          | 第2期 (2007年10月-2008年2月)                | 第3期 (2008年2月-3月)                       | 第4期 (2008年3月-4月)                       |
| ------------------- | ------------------------------------------- | ------------------------------------------- | ------------------------------------------- | ------------------------------------------- |
| 船長                | ペギー・ウィットソン, NASA （2度目の飛行）  | ペギー・ウィットソン, NASA （2度目の飛行）  | ペギー・ウィットソン, NASA （2度目の飛行）  | ペギー・ウィットソン, NASA （2度目の飛行）  |
| フライトエンジニア1 | ユーリ・マレンチェンコ, RSA （4度目の飛行） | ユーリ・マレンチェンコ, RSA （4度目の飛行） | ユーリ・マレンチェンコ, RSA （4度目の飛行） | ユーリ・マレンチェンコ, RSA （4度目の飛行） |
| フライトエンジニア2 | クレイトン・アンダーソン, NASA （初飛行）   | ダニエル・タニ, NASA （2度目の飛行）        | レオポルド・アイハーツ, ESA （2度目の飛行） | ギャレット・リーズマン, NASA （初飛行）     |

### バックアップ
- マイケル・フィンク：機長、NASA
- サリザン・シャリポフ：フライトエンジニア1、RSA
- グレゴリー・シャミトフ：フライトエンジニア2、NASA
- サンドラ・マグナス：フライトエンジニア2、NASA
- フランク・ディビュナー：フライトエンジニア2、ESA
- ティモシー・コプラ：フライトエンジニア2、NASA

## ミッションの詳細
第16次長期滞在は、2人の乗組員が前の長期滞在から引き続いて滞在する初めてのミッションだった。また、前のミッションの機長（マレンチェンコ）がフライトエンジニアとして戻ってきたのも初めてだった。ウィットソンはISS長期滞在で初めての女性機長であり、またSTS-120の機長も女性のパメラ・メルロイだった。2人の女性機長が同時に軌道上でミッションを行ったのは、史上初めてである。初めての長期滞在で、ウィットソンは週末に"Friday night movie night"を行って乗組員達をくつろがせ、日々の業務も陽気に行うことを心掛けた。アンダーソンは、地上での日々の会議にも娯楽性を持ちこんだ。様々な課題について地上の管制員にクイズを出したり、マイケル・ロペズ＝アレグリアも映画や音楽についてのトリビアを披露した。

### STS-120
ミッションの最初の大きな目的は、ハーモニーモジュールを、とりあえずの場所としてユニティに取りつけることだった。これによりISSに71立方メートル以上の居住空間が取り付けられた。また、3度目と4度目の宇宙遊泳でP6トラスの位置が移動され、ステーションのてっぺんから横付近に移された。

### ハーモニーの配置

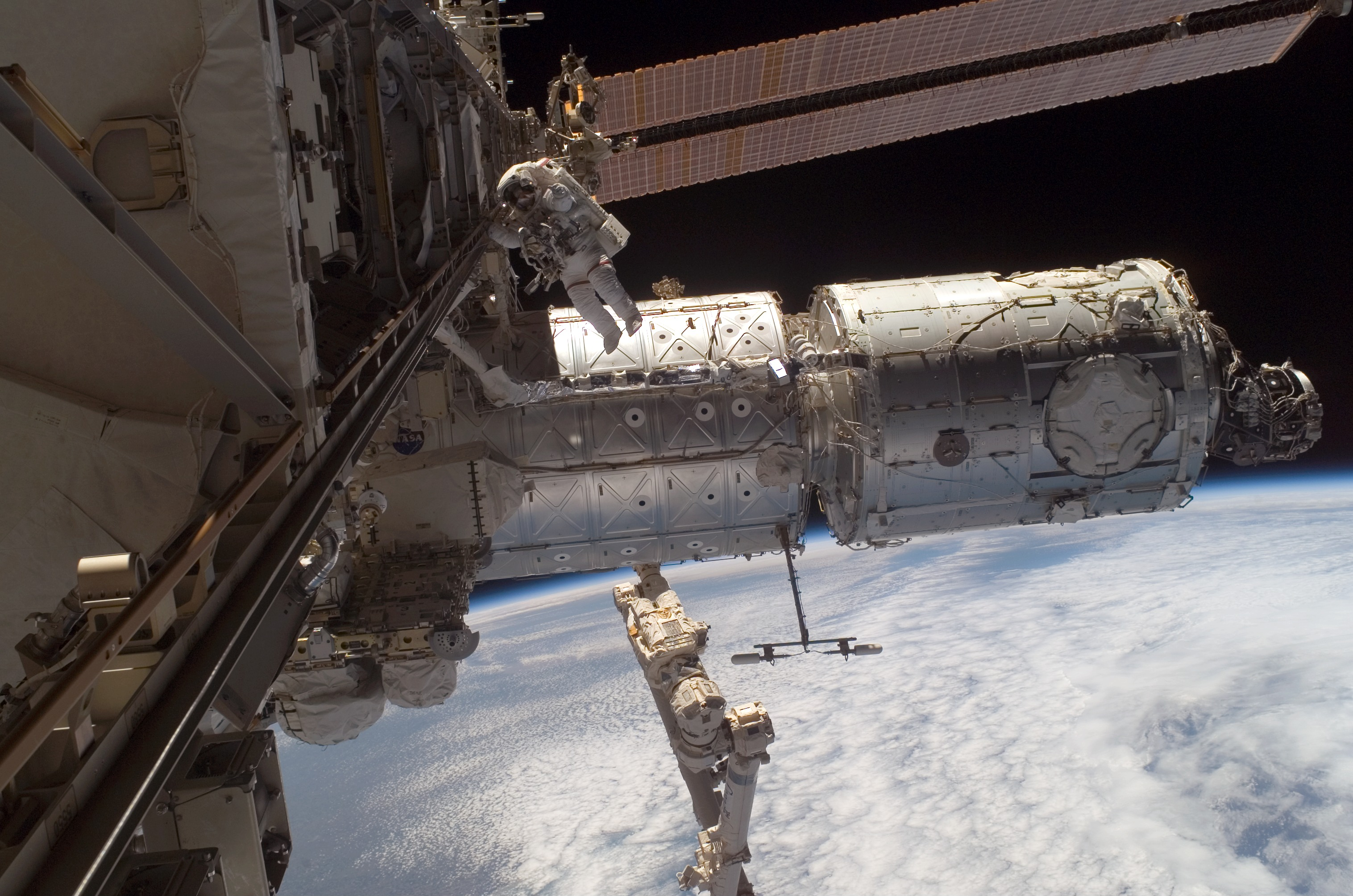
3度目の宇宙遊泳中のペギー・ウィットソン。ウィットソンの後ろに見えるのはデスティニーとハーモニー

STS-120の打ち上げに続いて、与圧結合アダプタをデスティニーからハーモニーに移すために、一連の宇宙遊泳とロボットアームの操作が行われた。ウィットソンとマレンチェンコは11月9日に宇宙遊泳を行い、ドッキングポートの再配置の準備をした。11月12日、ウィットソンとタニはカナダアーム2を操作し、ドッキングポートを外してハーモニーに移した。11月14日、タニとウィットソンは再びロボットアームを用いてハーモニーを一時的な置き場からデスティニーの前面の恒久的な設置場所に移した。
11月20日、ウィットソンとタニは7時間16分の2度目の宇宙遊泳を行い、ハーモニーのノードを新しい箇所に移した。これで全ての作業が終わった。11月24日、ウィットソンとタニは7時間4分の3度目の宇宙遊泳を行い、ハーモニーの準備をした。その後、写真による検査を経て、右舷の太陽電池パドル回転機構が作動した。

### 宇宙遊泳
2007年12月18日、4度目の宇宙遊泳で、太陽電池パドル回転機構の検査が行われた。地上管制塔はウィットソンに、NASAの歴史の中で宇宙遊泳の総時間が女性として最も長くなったことを告げた。3時間37分の宇宙遊泳で、ウィットソンはスニータ・ウィリアムズの総時間29時間18分を超えた。5度目の宇宙遊泳は、ISSの100回目の組み立て、維持のための宇宙遊泳であり、ウィットソンの総宇宙遊泳時間は32時間36分に達し、合計宇宙遊泳時間で第20位となった。

### STS-122
STS-122ではコロンバスを運搬し、レオポルド・アイハーツとタニが交代した。

### STS-123
STS-123では、日本のきぼうの最初の構成部品が運ばれ、ギャレット・リーズマンがアイハーツと交代した。

### 欧州補給機ジュール・ヴェルヌ
第16次長期滞在期間中には、欧州補給機のジュール・ヴェルヌもISSを訪れた。名前は、SFの父とも呼ばれる小説家ジュール・ヴェルヌから取られた。

### ソユーズTMA-12
第16次長期滞在期間中には、韓国人初の宇宙飛行士李素妍もISSに到着した。